# Lago Omodeo
Der Lago Omodeo (sardisch Lagu Omodeu) ist einer der größten Stauseen Sardiniens und Italiens. Dafür wurde der Tirso in der Region des Barigadu gestaut. Im Jahr 1919 wurde in Ula Tirso dafür die Staumauer Santa Chiara von 16.000 Arbeitern gebaut und 1924 fertiggestellt, dieses Projekt wurde vom namensgebenden Ingenieur Angelo Omodeo entworfen. Der Stausee erstreckt sich über 20 km Länge und dient hauptsächlich dazu, den chronischen Wassermangel der Inseln zu lindern, der Stromerzeugung und der Bewässerung in der Landwirtschaft.
Der Stausee hat einige Monumente der Vorgeschichte überflutet, deren Reste bei Niedrigwasser aus dem See ragen. Dazu gehören die Nuraghen Iscòva, Perdu Mannu e Bentòsu, Pajolu, Biùgias Pilicas e Auru und Songhe e Su Pranu sowie drei Gigantengräber.